# Штех, Милан
Милан Штех (чеш. Milan Štěch; род. 13 ноября 1953 года, Ческе-Будеёвице, Чехословакия) — чешский государственный, политический и профсоюзный деятель.
Председатель Сената Чехии с 24 ноября 2010 года до 14 ноября 2018 года. Является рекордсменом среди сенаторов, более 24 лет он был сенатором от 15-го избирательного округа (Пельгржимов). В период с 2002 по 2010 год был главой Чешско-моравской конфедерации профсоюзов (ČMKOS).

## Биография
Происходит из семьи крестьян, хозяйство родителей находилось в Горни Словеницах у Лишова. Выучился на слесаря-механика, во время работы окончил среднее техническое училище, затем работал слесарем, диспетчером цеха и мастером цеха. В 1979 году стал председателем профсоюзной организации на заводе Škoda Ческе-Будеёвице. В связи с продвижением по службе, в 1979 году вступил в Коммунистическую партию Чехословакии, которую покинул в 1989 году. В ноябре 1989 года во время Бархатной революции был избран в забастовочный комитет и Гражданский форум. В 1990 году покинул завод и стал руководителем регионального отделения профсоюза КОVO, объединяющего работников металлургической, но также и других отраслей.

### Политическая деятельность
В 1996 году на первых выборах в Сенат был избран сенатором 15-го избирательного округа (Пельгржимов). На выборах в 2002, 2008 и 2014 годах переизбирался всё в том же избирательном округе. Был заместителем председателя Комитета Сената по здравоохранению и социальной политике, а в 2008 году был избран заместителем председателя Сената. В 2010 году был избран председателем Сената Чехии, за тем в 2012, 2014 и 2016 году переизбирался на этом посту.
После досрочных парламентских выборов в октябре 2013 году, Милан Штех поддержал председателя партии Богуслава Соботку во время внутрипартийного кризиса, который был вызван после так называемой «Встречи в Ланах», на которой сторонники Милоша Земана и гетман Южноморавского края Михал Гашек планировали сменить руководство партии. После этого, Штех стал одним из членов переговорной группы партии по новому правительству.
В октябре 2016 года, Милан Штех был одним из тех, кто подписал «Декларацию четырех высших государственных должностных лиц» о территориальной целостности Китайской Народной Республики в связи с визитом Далай-ламы XIV в Чехию.
В мае 2017 года, Штех заявил, что если президент Милош Земан не отправит в отставку министра финансов Андрея Бабиша в течение недели, то Сенат будет готов подать конституционную жалобу против президента в Конституционный суд. В ответ на это, пресс-секретарь президента Иржи Овчачек заявил, что «угрожать президенту республики неприемлемо в демократическом обществе».
Перед президентскими выборами в январе 2018 года поддержал Йиржи Драгоша.
В апреле 2018 года вместе с сенаторским клубом социал-демократов, выступил против намерения своей партии, войти в коалиционное правительство с движением ANO 2011, которое возглавил бы уголовно преследованный премьер-министр Андрей Бабиш. В ноябре 2018 года, на пост председателя Сената был избран сенатор ODS Ярослав Кубера. Милан Штех же был избран одним из заместителей председателя.
На выборах в Сенат в 2020 году, пытался вновь переизбраться сенатором, при поддержке своей партии и KDU-ČSL. В первом туре он получил 11 581 (31,22 %) голосов и перешел во второй тур, в котором проиграл кандидату от партии Свободные Ярославу Халупскому, набрав всего 7 649 (47,56 %) голосов.
Участвовал в парламентских выборах в 2021 году на втором месте избирательного списка социал-демократов в Южно-Чешском крае.